# Burning of the Midnight Lamp
Burning Of The Midnight Lamp (рус. Свет полночной лампы ) — сингл рок-группы The Jimi Hendrix Experience. Выпущен в Британии 19 августа 1967 и сумел достичь лишь восемнадцатого места. В этой психоделической песне Хендрикс играл помимо гитары, на электроклавесине, следуя примеру The Beatles и их песни Lucy in the Sky with Diamonds.
Это была первая композиция, в которой Хендрикс применил педаль wah-wah.